# 戴继双
戴继双（1962年9月—），安徽蚌埠人，汉族，中国共产党党员。中华人民共和国政治人物、第十三届全国人民代表大会辽宁地区代表。

## 生平
担任沈鼓集团党委书记、董事长。2018年2月24日，当选为第十三届全国人大代表。